# 絡新婦の理
『絡新婦の理』（じょろうぐものことわり）は、京極夏彦の長編推理小説・妖怪小説。百鬼夜行シリーズ第五弾である。

## 書誌情報
- 新書判：1996年11月、講談社ノベルス、ISBN 4-06-181932-1
- 文庫判：2002年09月、講談社文庫、ISBN 4-06-273535-0
- 分冊文庫判：2006年1月・2月、講談社文庫、[1] ISBN 4-06-275288-3、[2] ISBN 4-06-275289-1、[3] ISBN 4-06-275316-2、[4] ISBN 4-06-275317-0

## あらすじ
聖ベルナール女学院には、「蜘蛛の悪魔」を崇拝し、冒涜のために売春を行う秘密サークル「蜘蛛の僕」が存在した。麻田夕子は売春が露見しそうになり、邪魔者に悪魔の呪いをかける。すると相手は本当に死んでしまう。呪いの噂を聞いた渡辺小夜子は、自分を慰み物にしている男性教師を殺して欲しいと、悪魔に願う。呉美由紀は、悪魔なんていないと一喝するも、夕子が呪った前島八千代と、小夜子が呪った本田幸三が、呪ったとおりに殺される。そこに理事長の織作是亮が、美由紀が売春組織の一員と思い込み、金をよこせと脅迫してくる。小夜子は、今度は是亮を呪う。
房総半島を訪れた伊佐間一成は、骨董商の今川雅澄と共に、骨董鑑定のために近在の旧家・織作家の屋敷へと赴く。だがそこで織作是亮が絞殺される。
刑事木場修太郎は、4人を殺した連続殺人犯「目潰し魔」の捜査に奔走する内、友人の川島新造が何らかの手がかりを持っているのではないかと踏む。しかし新造は「蜘蛛に訊け」と謎めいた言葉を残して行方をくらませる。木場は手がかりを辿って川島喜市から織作家へと行き着き、伊佐間たちと合流する。しかし川島新造と高橋志摩子は真犯人の計略にはまっており、志摩子は殺されてしまう。
増岡弁護士は、聖ベルナール女学院の不祥事対処について相談するために、榎木津礼二郎の探偵社を訪れる。だが榎木津は不在で、探偵助手の益田龍一が人探しの依頼を受けたところであった。増岡と益田は連れたって中禅寺秋彦のもとを訪れ、2人の目的の趣旨に「目潰し魔」「織作家」という共通項がある偶然を不思議がる。中禅寺は「不思議なものか」と言いつつも「その偶然はすでに、誰かの張った蜘蛛の巣の上に乗っていないか？」「僕ら3人は網に掛かっている」と述べる。
やがて益田は榎木津に伴って聖ベルナール女学院に赴き、美由紀から話を聞く。今川は、織作家にかけられた天女の呪いを解くよう、中禅寺に憑物落しを依頼する。

## 登場人物

### 主要登場人物
伊佐間 一成（いさま かずなり）
視点人物の一人。釣り堀屋。釣りに訪れた房総半島で呉仁吉という老人に出会い、彼の頼みで戦友の今川を紹介する。さらに耕作からの依頼で織作御殿に向かう今川に同行した際に殺人事件に巻き込まれ、織作屋敷に拘留される。
今川 雅澄（いまがわ まさすみ）
視点人物の一人。古物商。伊佐間の依頼で呉老人の蒐集物の鑑定にやってくる。織作雄之助の遺品買取のために織作御殿に招かれた際に殺人事件に巻き込まれ、織作屋敷に拘留される。
木場 修太郎（きば しゅうたろう）
視点人物の一人。警視庁の刑事。連続殺人犯「目潰し魔」の捜査をしており、前島八千代の死に関わっている可能性のある川島新造・川島喜市を捜索する。
益田 龍一（ますだ りゅういち）
視点人物の一人。神奈川の刑事を辞め、榎木津の探偵助手となった。入社試験として杉浦隆夫を捜索するよう命じられ、別件で榎木津に依頼に来ていた増岡と共に中禅寺の元へ相談に行く。
中禅寺 秋彦（ちゅうぜんじあきひこ）
陰陽師にして古本屋。益田と増岡から相談を受けた際に2つの別々の事件に関連があることに気付く。殺人犯を操る真の黒幕の存在をいち早く察知するが、事件に関われば自分も盤上の駒にされてしまうと必要以上の協力を渋る。一方で妹に指示して事件の情報を集める。
榎木津 礼二郎（えのきづ れいじろう）
破天荒な私立探偵。特殊な能力を持っている。美江からの依頼を助手志望の益田に任せ、柴田財閥や父からの依頼で渋々聖ベルナール女学院の不祥事の解決に出向く。
関口 巽（せきぐち たつみ）
小説家。本作では事件に直接関わらず、ラストに登場するのみ。

### 犯人
蜘蛛（くも）
聖ベルナール女学院七不思議の一つ、礼拝堂の十字架に潜むという大蜘蛛。女を呪い殺す悪魔。麻田夕子が山本純子らを呪い殺すよう願った。
『絡新婦の理』事件の真犯人であり、絞殺魔と目潰し魔を陰から操る。蜘蛛の巣に形容される計画を作り上げた知能犯。
真犯人を知るには巣を離れて俯瞰して見るより他ないが、巣に絡め取られないためには事件自体を知らないでいなければならず、一度盤面に乗ってしまうと、中心に向けて進んでいるかどうかさえ判らない。
黒い聖母（くろいせいぼ）
聖ベルナール女学院七不思議の一つ、徘徊して血を吸うという小像。男を呪い殺す悪魔。渡辺小夜子が本田幸三を呪い殺すよう願った。
絞殺魔（こうさつま）
黒い聖母のことか。千葉の聖ベルナール女学院の近郊に現れた、首をへし折って殺す殺人鬼。本田幸三や織作是亮を絞殺する。
目潰し魔（めつぶしま）
東京と千葉で女性を狙い、両目を抉って殺す殺人鬼。平野祐吉・川島新造・川島喜市の3人が容疑者として浮上する。本編開始の時点で4人を殺している。

### 聖ベルナール女学院
呉 美由紀（くれ みゆき）
2年3組。13歳。水産会社社長令嬢。女学院パートの視点人物。
ひょろひょろと背が高く、腕も脚も長い。気骨があり、友人が困っているのを放っておけない質だが、鈍感で細かな機微には長けておらず、心中を察するのは苦手。
親友の渡辺小夜子の身を案じて行動するうち、学院内で起こった事件に巻き込まれてしまう。悪魔などいないと考えつつ、黒い聖母らしき人影を追って本田の殺害現場を目撃、小夜子が校舎屋上から飛び降りるのを見て気絶するが、目を覚ますと何故か小夜子ではなく夕子が転落死したと告げられ、混乱に陥る。さらに悪いことに、是亮や海藤に売春組織との関連を疑われ、尋問されて金銭を要求される。誰にも言えず、藁にもすがる思いで祖父に相談し金を頼む。
続編の『今昔百鬼拾遺』シリーズにも主人公として登場する。
渡辺 小夜子（わたなべ さよこ）
2年3組。13歳。網元の娘だが、昭和27年夏に実家の船が事故を起こして経済状態が悪化し、寄付金の額が落ち込んで学校での立場と待遇が悪くなっている。それを理由に9月に担任の本田に陵辱され、以来何度も関係を強要されて殺意を抱く。
麻田 夕子（あさだ ゆうこ）
2年2組。13歳。代議士の娘。「蜘蛛の僕」のメンバー。
美由紀と小夜子に「蜘蛛の呪い」について語り、川野弓栄、山本純子、前島八千代に呪いをかけて殺したと告白する。同志の考えに疑問を持ち、抜けようとしているため、同志達から制裁で暴行されている。またグループを抜けようとした矢先に山本から売春行為を疑われ、厳しい尋問を受けた。
坂本 百合子（さかもとゆりこ）
1年生。蕎麦滓の小さな娘。臆病な割に口が軽い。聖ベルナール女学院に伝わるという、「黒い聖母の呪い」を美由紀と小夜子に教える。
本田 幸三（ほんだ こうぞう）
聖ベルナール女学院の男性教師。46歳で、学院に奉職する男性教師の中では一番若手。過去に何度か女性関係のトラブルを起こしており、近年は真面目に教職で働いていたが、小夜子に目をつけ不貞な関係を強要する。小夜子によって「黒い聖母」に呪われた後に、校舎の屋上で絞殺される。
柴田 勇治（しばた ゆうじ）
柴田財閥総帥。柴田家に養子入りし、聖ベルナール女学院の理事長をしていたが、前年の先代他界に伴って総帥に就任した。物腰柔らかな好青年。正義感の強い善人だが鈍感。
海棠 卓（かいとう すぐる）
勇治の腰巾着。高慢で慇懃無礼な虫唾の走る喋り方をする。美由紀から売春組織のメンバーを聞き出そうとする。
増岡 則之（ますおか のりゆき）
準レギュラー。柴田財閥の弁護士。柴田傘下の聖ベルナール女学院で起きた不祥事の始末のため、榎木津探偵社を訪れる。榎木津が不在であったため、益田と共に中禅寺の元を訪れる。

### 織作家
織作 五百子（おりさく いおこ）
織作家の最古老。紡織業初代・織作嘉右衛門の妻であり、四姉妹の曾祖母。100歳近い高齢。銀髪の老媼で、老人性痴呆症の気があり、足腰が弱って多くは座った切りなので、茜に介護されている。
織作 雄之助（おりさく ゆうのすけ）
真佐子の婿。織作紡織の3代目当主。柴田財閥の腹心。出身は越後で、大正14年に婿入りした。柴田財閥を後ろ盾につけて事業を拡大して戦中もかなり儲けていた。婦人の人権拡大については寛容で割と理解もある方だったが、性の解放に関する話題は頭ごなしに激怒していた。書画骨董の蒐集を好んだ。
敗戦後の4、5年は心臓を悪くして伏せりがちになり、昭和28年3月に心筋梗塞のため急死する。伊佐間が房総を訪れた折には、織作雄之助の葬儀が行われていた。
織作 真佐子（おりさく まさこ）
家長。47歳。当主雄之助の妻で、紫・茜・葵・碧ら四姉妹の母親。絶世と評するに相応しい容貌の上品な婦人で、強く近寄り難い雰囲気があり、30歳でも通る程若々しい。いかなる時も毅然としている気丈な女性。夫個人には殆ど興味がなく、口も利かなければ寝所も別だった。困っている訳でもないのに織作が柴田傘下に組み入れられた際には猛反対し、会社名が柴田紡織になる筈のところを織作紡織機で通した。
辛気臭い骨董品を嫌い、是助が織作の名で勝手に夫の遺品を売買する前に今川に処分を依頼する。
織作 茜（おりさく あかね）
織作家の次女。28歳。類稀なる美形だが、まだ幼さを残した、柔和な温順しそうな顔つきで、控え目で存在が薄い。気が弱く、謙虚な姿勢を崩さない。夫である是亮の乱暴な態度と雑言に耐える貞淑な妻。かつて薬学の学校に通っていた。
織作 葵（おりさく あおい）
織作家の三女。22歳。非のうちどころがない美形。
「婦人と社会を考える会」の中心人物として女性の権利向上の為の活動をしており、発言は常に論理的で厳しく、男尊女卑を匂わせる発言をした人間には高圧的な態度をとる。非常に聡明且つ情熱的なので、シンパも大勢いる。両親とは折り合いが悪い。生涯結婚しないと公言している。
織作 碧（おりさく みどり）
織作家の四女。聖ベルナール女学院2年生。昭和15年生まれの13歳。真っ直ぐに伸びた緑の黒髪、淡雪の如き白い肌、大きな瞳を縁取る長い睫毛が特徴的な、同性も見蕩れる程の天使のような美少女で、学友からは「織姫」の渾名で呼ばれている。
品行方正にして成績優秀、類稀なる才媛で、信仰に厚く、天使のような風貌と振る舞いで、他の者の尊敬を集めている。学院の寮に入っているため、普段は織作屋敷を不在としている。
織作 是亮（おりさく これあき）
茜の婿、出門耕作の息子。聖ベルナール女学院の現理事長。
真佐子は人間がなっていないと酷評していたが、子供の頃から雄之助に見込まれて可愛がられ、織作の会社にも入れてもらい、雄之助が真佐子の猛反対を押し切る形で3年前に茜の婿になる。結婚後は関わる事業がいずれも失敗続きで、振る舞いも荒み、周囲からの評判は悪化した。昨年秋から勇治の後任として聖ベルナール女学院で経営を手伝っているが、学院の金を横領している。
女学生達の売春に勘付いて美由紀と小夜子を脅迫した直後、織作屋敷の書斎で絞殺され、一部始終を伊佐間・今川らに目撃される。
出門 耕作（でもん こうさく）
織作家に古くから仕える、朴訥で忠実な使用人。60歳過ぎだが仁吉より1、2歳若い。肩幅が広い大柄な老人で、頭には1本の毛髪もない。是亮の父親。元々は漁師の家系で、呉仁吉の60年来の友人。
奈美木 セツ（なみき セツ）
織作家の若い家政婦。勤務歴は2年。年齢は17、8歳程。全体に洋風なのだが、何故か中国の磁器に描かれる子供のような印象を与える。威勢はいいがそそっかしく饒舌。会ったばかりの今川から「セッちゃん」と呼ばれる。織作家の内部事情に詳しい。
続編の『百器徒然袋――風』にも登場。
織作 紫（おりさく ゆかり）
織作家の長女。体が弱く社会に出ることもなく、昭和27年春に28歳で早逝。
織作 伊兵衛（おりさく いへえ）
織作家の先代。故人。織作紡織機の2代目で柴田耀弘の盟友。秦氏の傍系に当たる羽田家の生まれで、出身は京都。明治34年に30歳で婿入りした。力織機で得た利益を地元に還元し、聖ベルナール女学院などを作った。堅物で信心深い基督教徒だったと云われている。60代で亡くなったとされる。
織作 嘉右衛門（おりさく かえもん）
男の初代当主。故人。五百子の婿。織作紡織機の創始者で、柴田耀弘が柴田製糸を興した時に資金援助した、大柴田の恩人と謂える人物。外様の幕臣の子であったが、事業家として天賦の才を持ち、傾きかけていた織作の家を立て直したのみならず莫大な財を成した。

### 織作家の近在
呉 仁吉（くれ にきち）
興津町鵜原の元漁師。63歳。美由紀の祖父で、出門耕作の友人。境だが稚気に溢れ、純朴で善良な性格をしており、僻みや中傷から発する愚考を嫌う。
12歳から海に出て44年間漁師をしていたが、56歳の時、蘇我の友人を訪ねた際に千葉空襲に巻き込まれ足を痛めて引退した。以降も海から離れることを嫌い、息子夫婦が転居した後も、錆びたトタン葺きも寒々しい粗末な一軒家に一人で住み続けている。息子の仕送りで生計を立てているので働く必要はないが、至って元気で暇を持て余しているので、細細と干物などを作っている。
趣味は漂流物の蒐集で、神像や土器陶器、古銭などを大量に保管している。この癖のせいで妻には随分叱られて、取っ組み合いの喧嘩をしたこともあった。
釣り旅行に来ていた伊佐間と親しくなり、自宅に宿泊させる。美由紀に相談されたことで、蒐集品を売却して金を工面することを決め、伊佐間の戦友である今川を招く。
石田 芳江（いしだ よしえ）
房総のとある小屋に住んでいた女性。誰かに妾として囲われていたらしく、昭和7年頃から茂浦の外れにある小屋に住み着き、以来13年程暮らしていた。売春行為を行っていたとの噂が立ち、淫売小屋と陰口を叩かれていた。昭和20年に首を吊って死亡し、以来その小屋は首吊り小屋と呼ばれている。

### 目潰し魔事件関係者
平野 祐吉（ひらの ゆうきち）
容疑者の一人。36歳。身長は5尺2寸程と小柄。徳島出身。細密な彫金細工を生業にしていた飾り職人。喜市の友人。従軍経験があり、昭和23年夏に妻を亡くし、以来独り暮らしで、昭和26年春から信濃町の借家を借りていた。
鑿で次々と女性の目を潰す目潰し魔として指名手配されている。最初の犯行の前日に喜一の紹介で降旗に診察を受け、彼から「視線恐怖症」と診断されている。
川島 新造（かわしま しんぞう）
容疑者の一人。木場修太郎の悪友。過去作にも登場している。池袋で「騎兵隊映画社」という会社を興している。丸坊主に兵隊服、黒眼鏡と外見はかなりの強面。前島八千代が最後に会った人物とされ、殺害容疑が掛けられるが、他に目的があり逃亡する。
川島 喜市（かわしま きいち）
容疑者の一人。29歳。酒井印刷所と云う印刷工場の職人だったが、前島八千代殺害のひと月程前に退職している。明るい男で、やや調子のいいところはあったが、勤務状態は真面目だった。
平野の数少ない友人で、彼の神経衰弱を心配して精神神経科医の降旗を斡旋した。
素性は石田芳江の息子で、川島新造の異母弟。戦後8年を経て母の死について知ることとなり、母を自殺に追い込んだと、3人の娼婦（弓栄、八千代、志摩子）を憎んでいる。
矢野 妙子（やの たえこ）
第一の被害者。19歳。信濃町の地主の娘であり、平野が借りていた家の大家・矢野泰三の娘。何かと平野を気に掛けていて、昭和27年5月2日、平野の家まで様子を見に行くが、玄関先で殺された。
川野 弓栄（かわの ゆみえ）
第二の被害者。35歳。切長の目も仇っぽい、脂の乗った年増風。「渚」という酒場を経営し、裏では私娼たちの元締めをしている。男出入りの激しい自堕落な女で、情夫は3人や4人ではなく、その殆どと金銭の絡む軋轢を起こしていた。杉浦美江らとも対立して抗議を受けていた。特殊慰安施設で素人娘に客の扱い方から避妊具の扱い方まで手取り足取り教える世話役兼指導係をしていた過去を持つ。
昭和27年10月半ば、千葉県興津町で殺された。
山本 純子（やまもと すみこ）
第三の被害者。30歳。聖ベルナール学院の教師で舎監。厳格で生徒から嫌われており、死してなお陰口を叩かれている。「世界婦人」辺りの流れを汲むかなり先進的な社会主義婦人論者でもあり、戦前なら間違いなく危険思想扱いされる過激な論文を発表している。織作葵の論敵。浅田夕子の売春を知り矯正を図っていた。
昭和27年12月末、千葉県勝浦町で殺され、学院では呪い殺されたと噂される。
前島 八千代（まえしま やちよ）
第四の被害者。28歳。3年前に日本橋の老舗呉服店に嫁いだ。旧姓は金井。器量も良く、亭主の世話も甲斐甲斐しく、使用人出入り業者にも当たり柔しく、客扱いも巧みで金勘定もできる、どこから見ても申し分のない呉服屋の若令室。
昭和28年2月、四谷左門町の連込宿で売娼の如き姿で殺された。凶器は平野の鑿と同一の形状だったが、前の3件と違って情交の跡が残っていたこと、現場で新造らしき不審人物が目撃されていたことから、別人の犯行という可能性も浮かんだ。作中の木場視点（目潰し魔事件パート）は、八千代の殺害現場から始まる。
前島 貞輔（まえしま さだすけ）
前島八千代の夫。根が陰湿で猜疑心が強く、臆病な小物。妻の不貞を疑い、連込宿を見張っていた。彼の証言から、八千代殺害現場が密室状態にあると判明する。
多田 マキ（ただ マキ）
前島八千代の遺体発見現場だった四谷の連込宿の女主人。強かな女傑と云った様子の剛胆な老婆で、中々一筋縄では行かない曲者。
30年もの間もぐりの連込宿を経営している。戦前は良からぬことも彼是としていたが、今は宿を直引きの散娼が安く使っているだけで、暴力団の息がかかっている訳でも、花代の上前を刎ねる斡旋業者でもなく、ポン引きもせず柔順しく細々と約しくやっているので、四谷署でも違法営業を目零しされていた。
割り増しを取ろうと襖を蹴り倒した際に八千代の他殺体を発見する。
高橋 志摩子（たかはし しまこ）
「紅蜘蛛」の異名をとる娼婦。鉄火肌で勇ましく、義理堅い性格。
戦後すぐに19歳で役場勤めで肺病病みの男と結婚するが、亭主の留守中に進駐軍に暴行され、それを逆に責められてひと月保たずに離婚。その後は開き直ってR・A・Aに所属し、将校専用の隅田川の大倉別邸に移されたものの、制度崩壊後は街娼として生きてきた。
命を狙われているらしく、川島新造と川島喜市が接触をしていた。木場の保護は間に合わず、第五の被害者となる。
降旗 弘（ふるはた ひろむ）
元精神科医。木場修太郎の友人。『狂骨の夢』事件の後に東京に戻り、元従軍看護婦の娼婦・徳田里美のヒモとなって生活している。退職前に平野祐吉を診察しており、訪ねて来た木場に平野の診断結果を教える。
竹宮 潤子（たけみや じゅんこ）
池袋にある場末の酒場「猫目洞（ねこめどう）」を営んでいる気風のいい女主人。通称「猫目のお潤」。木場に、降旗の現状を教える。

### 人探し関係者
杉浦 隆夫（すぎうら たかお）
元小学校教師。35歳。失踪前は小石川町に居住。姉が2人健在で栃木の方へ嫁いでいる。
昭和26年4月に美江と結婚したが、結婚して2箇月で酷い神経衰弱を罹って児童の幾人かに怪我を負わせ、子供が畏ろしいと職務放棄してしまう。病院に通うこともできず、発病から半年後の昭和27年2月には妻と別居して、同年8月半ばに失踪。目潰し魔に殺された川野弓栄の周辺で目撃されていた。
杉浦 美江（すぎうら みえ）
杉浦隆夫の妻。千葉勝浦の総野村出身で、旧姓は伊藤。年の頃は27、8歳。化粧気はないが明瞭した顔立ちの美人。葵の影響で女性拡権論者となり、「婦人と社会を考える会」のメンバーとして熱心に活動している。結婚から2箇月で休職した夫を支えようとしたが、理屈の通じない相手の看護に疲れきり、発病から約半年後に愛想を尽かして別居し実家に戻る。
性を売り物にする川野弓栄のもとに抗議に行っていた時に失踪中の夫の目撃情報を聞く。活動中に知り合った大河内からの紹介で、一度面識のあった久遠寺涼子も依頼したと云う薔薇十字探偵社を訪れ、夫と離婚するために榎木津と益田に捜索を依頼する。

### 警察
津畠（つばた）
千葉の刑事。織作家の捜査を担当。虎魚のような顔の男。高圧的な態度をとる。織作家の女たちとは性格が合わず、捜査が難航する。
磯部（いそべ）
千葉の刑事。織作家の捜査を担当。通常の人体の比率を保ったまま拡大したような尺度の大きい体格で、度の強い小振りの眼鏡をかけている。千葉本部で一番射撃が上手く、拳銃の種類についても詳しい。軍隊時代は機関兵だった。
織作家の女性達への聴取で可成りストレスを溜めており、関係者の伊佐間や今川に度々愚痴を溢す。
『今昔百鬼拾遺河童』にも登場する。
青木 文蔵（あおき ぶんぞう）
レギュラー。木場の後輩刑事。木場・木下・長門らと共に「目潰し魔」の捜査をしている。
長門 五十次（ながと いそじ）
準レギュラー。東京警視庁の老刑事。木場らと共に目潰し魔事件を担当。
木下 圀治（きのした くにはる）
準レギュラー。東京警視庁の刑事。青木と同年。木場らと共に目潰し魔事件を担当。娼婦を嫌悪しており、『百鬼夜行――陰』「毛倡妓」にて掘り下げがある。
加門（かもん）
四谷署の刑事。目潰し魔事件を担当。間延びした馬面の男。
七条（しちじょう）
四谷署の刑事。目潰し魔事件を担当。栄螺のようにがさがさした質感の肌をした男。

## 用語
婦女目潰し殺人事件（ふじょめつぶしさつじんじけん）
東京と千葉で女性ばかりが狙われた連続殺人事件。被害者は細い鑿で全員両目を抉り取られていた。最初の事件は昭和27年5月に発生。最有力容疑者は平野祐吉。
聖ベルナール女学院（セイントベルナールじょがくいん）
房総・勝浦のとある山中にある、基督教精神に基づく教育理念を掲げた全寮制の伝道系女学校。織作家の先代当主・伊兵衛が大正時代に創設した私立学校。現在の理事長は織作是亮。
社会的地位の高い金持ちの家庭の子女や、家柄の善い旧華族や士族の令嬢などが多くを占め、地位も名誉もない一般家庭の娘の入学は難しい。一応は名門校であるが、房総半島の端の人里離れた辺境という悪過ぎる立地条件のため知名度は低い。
施設は校舎の他に果樹園、温室、畑、厨房棟、食堂、聖堂、礼拝堂、ジェノヴァのパラッツォ・ムニシピオを模した3棟の寮棟、特待生専用の個室棟、教員棟から構成され、生徒の間では七不思議が噂されている。元々天然の泉があったところに建てられたので、今も敷地の真ん中には噴水がある。
学校名は校舎を建てたフランス人建築家ベルナール・フランクに由来し、12世紀フランスの聖ベルナールとは無関係。
呪い（のろい）
大蜘蛛が男を殺し、黒い聖母が女を殺す。呪ったら、呪ったとおりに本当に死ぬ。
黒い聖母（くろいせいぼ）
学院の礼拝堂の真後ろにある朽ちた小さなお宮に安置されている、真っ黒な聖母像。夜になると徘徊して、出合えば血を吸われてしまうと噂されるといわれる。どう見ても基督教に縁があるとは思えないどこか東洋風の形状で、念珠と十字架も後から付け加えられたもの。
蜘蛛の僕（くものしもべ）
悪魔崇拝グループ。キリストを冒涜するために黒弥撒と称して売春をしている。抜けようとしたり情報を漏らした者には制裁でリンチを加え、また「呪いの儀式」を知った者を引き入れる。ある人物を中心に14名からなるが、麻田夕子以外のメンバーは不明。
織作家（おりさくけ）
紡績業で一代の富を築き上げた財閥。柴田財閥に劣らぬ力を持っている。雄之助の代になり、柴田財閥と手を組んだ。女性が多く生まれるため、他所から婿養子をとっている。当主は男、家長は女。
元々千葉県勝浦の素封家で、一説には植村忠朝が勝浦城に入った万治2年にはもう家があったと云う。天女の羽衣を売った大金で長者になった云う天人女房譚が伝わっており、天女の血筋なので女が多く産まれ、男を祟り殺すので入り婿が早死にすると云う噂も囁かれる。
網元でも豪農でもないが昔から金持ちで、先々代・嘉右衛門が興した織作紡織機は明治から大正にかけて力織機の大量生産で儲け、明治35年には先代・伊兵衛が「御殿」「蜘蛛の巣館」などと呼ばれる邸宅を建てた。地元民からは僻まれていたが、伊兵衛は聖ベルナール女学院を創設するなど地元に貢ぐようになったため、今では土地の名士として信頼を勝ち取っている。
織作御殿
明治35年頃、織作伊兵衛がベルナールに依頼して明神岬の突端の断崖に建てた広い洋館。紡織機で儲けて建てたことから、口の悪い奴は「蜘蛛の巣館」と呼ぶ。
木材は黒く塗装され、石造りの門柱も煉瓦造りの塀も黒く、真鍮の部分も黒く変色して、まるで書割のように影色に塗られている。中は瀟洒で細密な凝った意匠が施されているが、やはり漆喰以外の木材部分は皆黒く塗られている。洋館であり乍ら、勝浦城のようにまるで侵入を拒むが如き立地から戦国時代の城のような印象を与える。前庭の中は一面に桜の木が80本以上も植えられており、苔生した墓石群が並ぶ墓所もある。
敷地に四角く建っているが、立体的、且つ放射状に部屋があり、各階の各部屋を廊下や階段が縦横無尽に繋いでいると云う複雑怪奇な設計で、隣の部屋へ行くにも階段の昇降が必要なこともあるなど、正に迷路か蜘蛛の巣のように入り組んでいる。館には幾つか開口部があり、その出入り口の数だけ部屋の連なる筋がある、と云う構造になっており、2つの扉のうちひとつが外に向けて開いている部屋を起点とし、部屋の大小や階層は関係なく、扉が2つの部屋は全て単なる通路、廊下と階段は扉同士を繋ぐ長い接点、正面から入って螺旋階段に至る吹き抜けのホールも含めて扉が4つある部屋は交差点に過ぎず、筋の終点が家の中心となっている。
大量の書物や骨董品も所蔵しており、中には植村恒朝から下賜された牧谿作の達磨などの名品もあるが、雄之助が騙されて買った贋作も多い。

## 漫画
志水アキにより漫画化され、「マガジンSPECIAL」で連載された。連載誌休刊の影響を受け、終盤は駆け足気味になりつつ完結した。

### 書誌情報
- 京極夏彦 / 志水アキ 『絡新婦の理』 講談社〈KCマガジンコミックス〉、全4巻
  1. 2015年10月16日発行 ISBN 978-4-06-395521-7
  2. 2016年4月15日発行 ISBN 978-4-06-395653-5
  3. 2016年10月17日発行 ISBN 978-4-06-395787-7
  4. 2017年3月17日発行 ISBN 978-4-06-395903-1